# Alkohol dehidrogenaza (NADP+)
Alkohol dehidrogenaza (+) (EC 1.1.1.2, alkoholna dehidrogenaza (NADP+), aldehid reduktaza (NADPH2), NADP-alkohol dehidrogenaza, NADP+-aldehid reduktaza, NADP+-zavisni aldehid reduktaza, NADPH-aldehid reduktaza, NADPH-zavisni aldehid reduktaza, nonspecifična sukcinski semialdehid reduktaza, ALR 1, low-Km aldehid reduktaza, high-Km aldehid reduktaza, alkohol dehidrogenaza (NADP)) je enzim sa sistematskim imenom alkohol:NADP+ oksidoreduktaza. Ovaj enzim katalizuje sledeću hemijsku reakciju
alkohol + NADP+ {\displaystyle \rightleftharpoons } aldehid + NADPH + H+
Alkoholna dehidrogenaza je protein cinka. Neki članovi ove grupe oksiduju samo primarne alkohole; drugi deluju takođe na sekundarne alkohole. Mogu da budu identični sa EC 1.1.1.19 (L-glukuronat reduktaza), EC 1.1.1.33 (mevaldat reduktaza (NADPH)) i EC 1.1.1.55 (laktaldehid reduktaza (NADPH)). Ovi enzimi su specifični u pogledu NADPH.

## Literatura
- Nicholas C. Price; Lewis Stevens (1999). Fundamentals of Enzymology: The Cell and Molecular Biology of Catalytic Proteins (Third изд.). USA: Oxford University Press. ISBN 019850229X.
- Eric J. Toone (2006). Advances in Enzymology and Related Areas of Molecular Biology, Protein Evolution (Volume 75 изд.). Wiley-Interscience. ISBN 0471205036.
- Branden C; Tooze J. Introduction to Protein Structure. New York, NY: Garland Publishing. ISBN 0-8153-2305-0.
- Irwin H. Segel. Enzyme Kinetics: Behavior and Analysis of Rapid Equilibrium and Steady-State Enzyme Systems (Book 44 изд.). Wiley Classics Library. ISBN 0471303097.

## Spoljašnje veze
- Alcohol+dehydrogenase+(NADP+) на 